# Dance of the Rainbow Serpent
Dance of the Rainbow Serpent je trojni kompilacijski album skupine Santana, ki vsebuje tudi solo posnetke Carlosa Santane. Večina posnetkov je studijskih, nekateri prej še niso izšli (disk 3). Posamezni diski so poimenovani Heart, Soul in  Spirit (srce, duša in duh). Album vsebuje brošuro s podrobnostmi, glasbenimi komentarji Carlosa Santane, biografskimi eseji, seznami gostujočih glasbenikov, poezijo Hala Millerja in diskografijo. Slika na naslovnici je delo Michaela Riosa in Anthonyja Machada.

## Seznam skladb
| Disk 1 - Heart | Disk 1 - Heart                                                                       | Disk 1 - Heart                                                               | Disk 1 - Heart                                   | Disk 1 - Heart |
| Št.            | Naslov                                                                               | Pisec                                                                        | Z albuma                                         | Dolžina        |
| -------------- | ------------------------------------------------------------------------------------ | ---------------------------------------------------------------------------- | ------------------------------------------------ | -------------- |
| 1.             | „Evil Ways‟                                                                          | Clarence "Sonny" Henry                                                       | Santana, 1969                                    | 3:58           |
| 2.             | „Soul Sacrifice‟ (V živo s festivala Woodstock, urejena verzija)                     | Carlos Santana, Gregg Rolie, David Brown, Marcus Malone                      | Viva Santana!, 1988; originalno z albuma Santana | 8:50           |
| 3.             | „Black Magic Woman/Gypsy Queen‟                                                      | Peter Green/Gábor Szabó                                                      | Abraxas, 1970                                    | 5:17           |
| 4.             | „Oye Como Va‟                                                                        | Tito Puente                                                                  | Abraxas                                          | 4:18           |
| 5.             | „Samba Pa Ti‟ (instrumental)                                                         | Santana                                                                      | Abraxas                                          | 4:45           |
| 6.             | „Everybody's Everything‟                                                             | Santana, Milton Brown, Tyrone Moss                                           | Santana III, 1971                                | 3:31           |
| 7.             | „Song of the Wind‟                                                                   | Rolie, Santana, Neal Schon                                                   | Caravanserai, 1972                               | 6:10           |
| 8.             | „Toussaint L'Overture‟ (V živo, Osaka Koseinenkin Hall, Osaka, Japonska)             | José Areas, Brown, Michael Carabello, Rolie, Santana, Schon, Michael Shrieve | Lotus, 1974; originalno z albuma Santana III     | 7:33           |
| 9.             | „In a Silent Way‟ (V živo, Fillmore West, San Francisco, Kalifornija, 4. julij 1971) | Joe Zawinul                                                                  | Fillmore: The Last Days, 1972                    | 7:54           |
| 10.            | „Waves Within‟                                                                       | Doug Rauch, Rolie                                                            | Caravanserai                                     | 3:54           |
| 11.            | „Flame - Sky‟                                                                        | Rauch, Santana, John McLaughlin                                              | Welcome, 1973                                    | 11:31          |
| 12.            | „Naima‟                                                                              | John Coltrane                                                                | Love Devotion Surrender, 1973                    | 3:12           |

| Disk 2 - Soul | Disk 2 - Soul                         | Disk 2 - Soul                                                    | Disk 2 - Soul            | Disk 2 - Soul |
| Št.           | Naslov                                | Pisec                                                            | Z albuma                 | Dolžina       |
| ------------- | ------------------------------------- | ---------------------------------------------------------------- | ------------------------ | ------------- |
| 1.            | „I Love You Much Too Much‟            | Alexander Olshanetsky, Don Raye, Chaim Towber                    | Zebop!, 1981             | 4:45          |
| 2.            | „Blues for Salvador‟                  | Santana, Chester D. Thompson                                     | Blues for Salvador, 1987 | 5:57          |
| 3.            | „Aqua Marine‟                         | Alan Pasqua, Santana                                             | Marathon, 1979           | 5:38          |
| 4.            | „Bella‟                               | Sterling Crew, Santana, Thompson                                 | Blues for Salvador       | 4:30          |
| 5.            | „The River‟                           | Leon Patillo, Santana                                            | Festivál, 1976           | 4:52          |
| 6.            | „I'll Be Waiting‟                     | Santana                                                          | Moonflower, 1977         | 5:20          |
| 7.            | „Love Is You‟                         | Santana, Thompson                                                | Freedom, 1987            | 4:00          |
| 8.            | „Europa (Earth's Cry Heaven's Smile)‟ | Tom Coster, Santana                                              | Amigos, 1976             | 5:05          |
| 9.            | „Move On‟                             | Santana, Chris Rhyne                                             | Inner Secrets, 1978      | 4:27          |
| 10.           | „Somewhere in Heaven‟                 | Alex Ligertwood, Santana                                         | Milagro, 1992            | 3:26          |
| 11.           | „Open Invitation‟                     | Dennis Lambert, David Margen, Brian Potter, Santana, Greg Walker | Inner Secrets            | 4:46          |

| Disk 3 - Spirit | Disk 3 - Spirit                                               | Disk 3 - Spirit                              | Disk 3 - Spirit                                             | Disk 3 - Spirit |
| Št.             | Naslov                                                        | Pisec                                        | Original                                                    | Dolžina         |
| --------------- | ------------------------------------------------------------- | -------------------------------------------- | ----------------------------------------------------------- | --------------- |
| 1.              | „All I Ever Wanted‟                                           | Ligertwood, Santana, Chris Solberg           | Marathon                                                    | 4:02            |
| 2.              | „Hannibal‟                                                    | Ligertwood, Alan Pasqua, Raul Rékow, Santana | Blues for Salvador                                          | 4:29            |
| 3.              | „Brightest Star‟                                              | Ligertwood, Santana                          | Zebop!                                                      | 4:51            |
| 4.              | „Wings of Grace‟ (V živo, Mexico City, 1993)                  | Santana, Thompson                            | Sacred Fire: Live in Mexico (video), 1993                   | 5:27            |
| 5.              | „Se Eni a Fe L'Amo-Kere Kere‟ (z Babatundejem Olatunjijem)    | Olatunji                                     | Dance to the Beat of My Drum, 1986                          | 9:14            |
| 6.              | „Mudbone‟                                                     | Santana                                      | Havana Moon, 1983                                           | 5:52            |
| 7.              | „The Healer‟ (z Johnom Leejem Hookerjem)                      | Hooker, Roy Rogers, Santana, Thompson        | The Healer, 1989                                            | 5:38            |
| 8.              | „Chill Out (Things Gonna Change)‟ (z Johnom Leejem Hookerjem) | Hooker, Santana, Thompson                    | Chill Out, 1995                                             | 4:46            |
| 9.              | „Sweet Black Cherry Pie‟ (z Larryjem Grahamom)                | Santana, Thompson, Ligertwood                | neizdan odlomek z albuma Spirits Dancing in the Flesh, 1990 | 3:00            |
| 10.             | „Every Now and Then‟ (z Vernonom Reidom)                      | Reid                                         | neizdana; posneta 1990                                      | 5:06            |
| 11.             | „This Is This‟ (z Weather Report)                             | Zawinul                                      | This Is This, 1986                                          | 7:09            |